# English Woman’s Journal
El English Woman's Journal (Diario de la mujer inglesa) era una publicación periódica que trataba principalmente de cuestiones relacionadas con el empleo femenino y la igualdad. Fue fundado en 1858 por Barbara Bodichon, Matilda Mary Hays y Bessie Rayner Parkes. Publicado mensualmente entre marzo de 1858 y agosto de 1864, costaba 1 chelín.
Después de 1860, the Journal fue publicado por Victoria Press en Londres, dirigido por Emily Faithfull (1835–1895). Contrataba a mujeres trabajadoras, contrariamente a la práctica corriente en ese período.

## Fundadoras y objetivos
The Journal fue fundado en 1858 por Barbara Bodichon, Matilda Mary Hays y Bessie Rayner Parkes, junto a otras personas, siendo Bodichon la principal accionista; Samuel Courtauld también tenía acciones. Parkes fue la editora jefe de Hays. Emily Davies (1830–1921) fue editora del Journal en 1863.
The Journal se concibió como un órgano para debatir sobre el empleo femenino y otras cuestiones relacionadas con la igualdad, y en particular, con el empleo industrial manual o intelectual, la ampliación de las oportunidades de empleo y la reforma de las leyes relativas a los sexos. La revista también incluía reseñas literarias y culturales no directamente relacionadas con sus intereses centrales.
Fue "una publicación importante en la historia social y feminista", y por eso fue elegida como una de las seis publicaciones periódicas que se digitalizarán a través del proyecto Nineteenth-Century Serials Edition, financiado por el Arts and Humanities Research Council.

## Mujeres de ideas afines
El grupo de Langham Place era un círculo de mujeres de ideas afines que se reunían en el número 19 de Langham Place, la oficina del Journal en el centro de Londres; entre sus miembros también estaban Helen Blackburn (1842–1903), Jessie Boucherett (1825–1905) y Emily Faithfull.  Entre las actividades del grupo estaba el establecimiento de la Sociedad para la Promoción del Empleo de la Mujer (SPEW). SPEW tenía como objetivo preparar a las mujeres jóvenes para oportunidades de empleo más amplias, proporcionando aprendizajes y capacitación técnica.
The English Woman's Journal fue sucedido por The Englishwoman's Review, que comenzó a publicarse en 1866 y continuó hasta 1910.